# Lucienne Schmidt-Couttet
Pour les articles homonymes, voir Couttet.
Lucienne Schmith-Couttet, née Lucienne Couttet le 27 novembre 1926 à Chamonix (Haute-Savoie) et morte le 4 octobre 2022 dans la même ville, est une skieuse alpine française.
Elle est la première grande championne du ski français féminin en décrochant un titre mondial en fin de carrière.

## Biographie

### Famille
Lucienne Schmith-Couttet est fille de guide de haute montagne et est l'aînée de trois enfants Sa famille est ancrée dans les montagnes

### Carrière sportive
Lucienne Schmith-Couttet  est membre du Club des sports Chamonix Mont-Blanc. Un accident l'empêche de participer aux courses de descente.
Elle remporte la médaille d'or aux championnats du monde de ski alpin de 1954 en slalom géant et devient la première skieuse française championne du monde.

### Reconversion
À l'issue de sa carrière sportive de haut niveau, Lucienne Schmith-Couttet devient monitrice de ski,.
En 2017, elle percute un engin de déneigement, sans gravité.

### Vie privée
Lucienne Schmith-Couttet est la femme de Victor Schmith, un vosgien qui est son manager.

## Palmarès

### Jeux olympiques d'hiver
| Épreuve / Édition    | Descente | Slalom | Combiné |
| JO 1948 Saint-Moritz | 10e      | 20e    | 10e     |

### Championnats du monde
Les épreuves olympiques entre 1948 et 1982 sont considérées aussi comme des championnats du monde (ainsi un champion olympique sera automatiquement champion du monde).
| Épreuve / Édition    | Descente | Slalom géant                     | Slalom | Combiné                          |
| JO 1948 Saint-Moritz | 10e      | Épreuve inexistante à cette date | 20e    | 10e                              |
| Mondiaux 1950 Aspen  | 6e       | Bronze                           | 5e     | Épreuve inexistante à cette date |
| Mondiaux 1954 Åre    | Bronze   | Or                               | 24e    | Bronze                           |

### Arlberg-Kandahar
- Meilleur résultat : 5e place dans la descente 1948 à Chamonix

### Championnats de France Élite
| Édition / Epreuve                 | Descente | Slalom | Combiné |
| --------------------------------- | -------- | ------ | ------- |
| Championnats 1943 Serre Chevalier | Or       | Or     | Or      |
| Championnats 1944 Serre Chevalier | -        | Or     | -       |
| Championnats 1946 Chamonix        | -        | Or     | -       |
| Championnats 1948 Superbagnères   | -        | Or     | -       |